# Света Троица (Карлуково)
„Света Троица“ е православен храм в луковитското село Карлуково, част от Плевенската епархия на Българската православна църква.

## История
В 1893 година в църквата работи тайфата на дебърския майстор Мирон Илиев.